# 키슈베르구

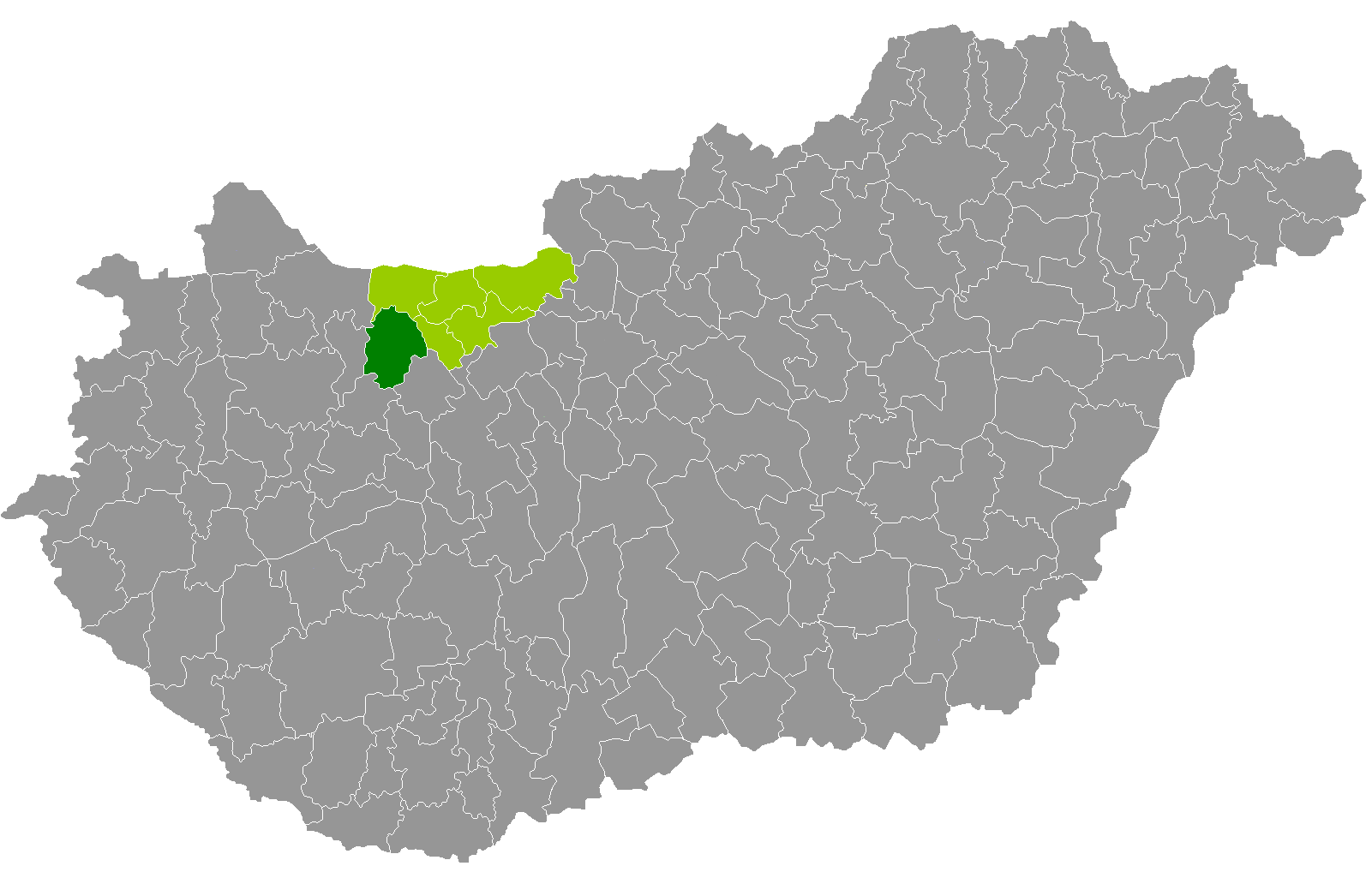
코마롬에스테르곰주 지도에 표시된 키슈베르구의 위치

키슈베르구(헝가리어: Kisbéri járás)는 헝가리 코마롬에스테르곰주에 위치한 구로 구청 소재지는 키슈베르이며 면적은 510.55km2, 인구는 20,284명(2011년 기준), 인구 밀도는 40명/km2이다.
북쪽으로는 코마롬구, 동쪽으로는 오로슬라니구, 남동쪽으로는 페예르주 모르구, 남서쪽으로는 베스프렘주 지르츠구, 서쪽으로는 죄르모숀쇼프론주 펀논헐머구, 죄르구와 접한다. 19개 지방 자치체(1개 시, 18개 마을)를 관할한다.

구 문장